# Leipzig-Dresdner spoorweg-Compagnie

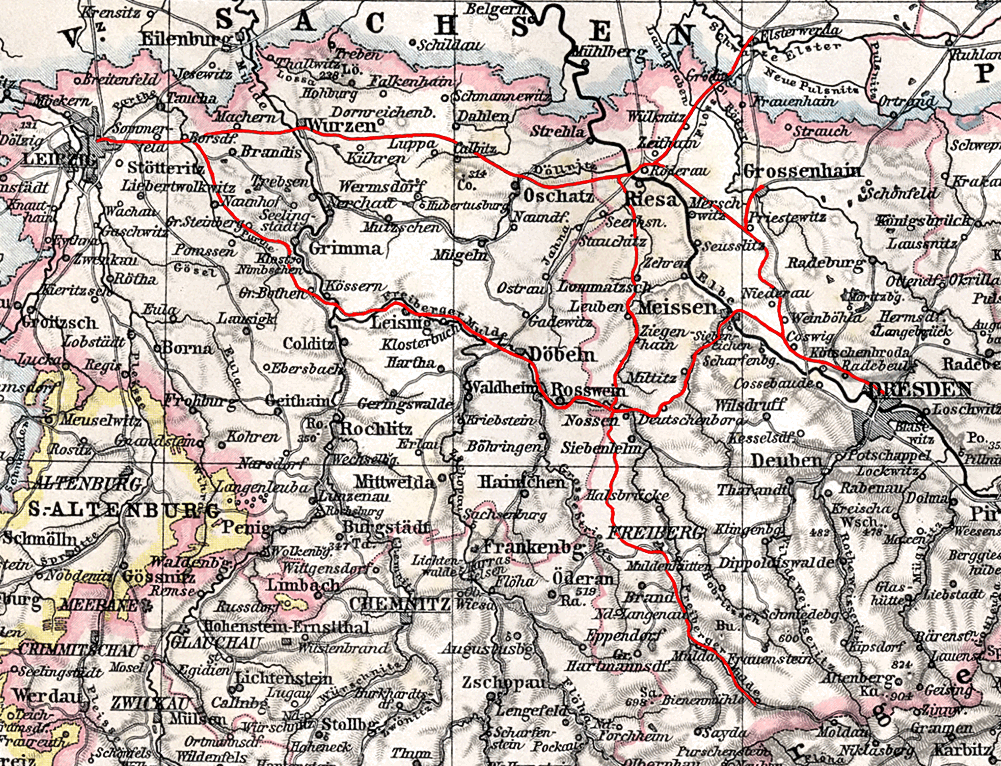
Spoornet kaart van de Leipzig-Dresdner spoorweg-Compagnie

De Leipzig-Dresdner spoorweg-Compagnie (Duits:Leipzig-Dresdner Eisenbahn-Compagnie) (LDE) was tussen 1835 en 1878 een private spoorwegonderneming in de Duitse deelstaat Saksen.
De LDE exploiteerde onder andere de eerste lange afstandsspoorverbinding van Duitsland tussen Leipzig en Dresden.
Op 1 juli 1876 werd de LDE onderdeel van de Koninklijke Saksische Staatsspoorwegen.

## Geschiedenis

### Voorgeschiedenis

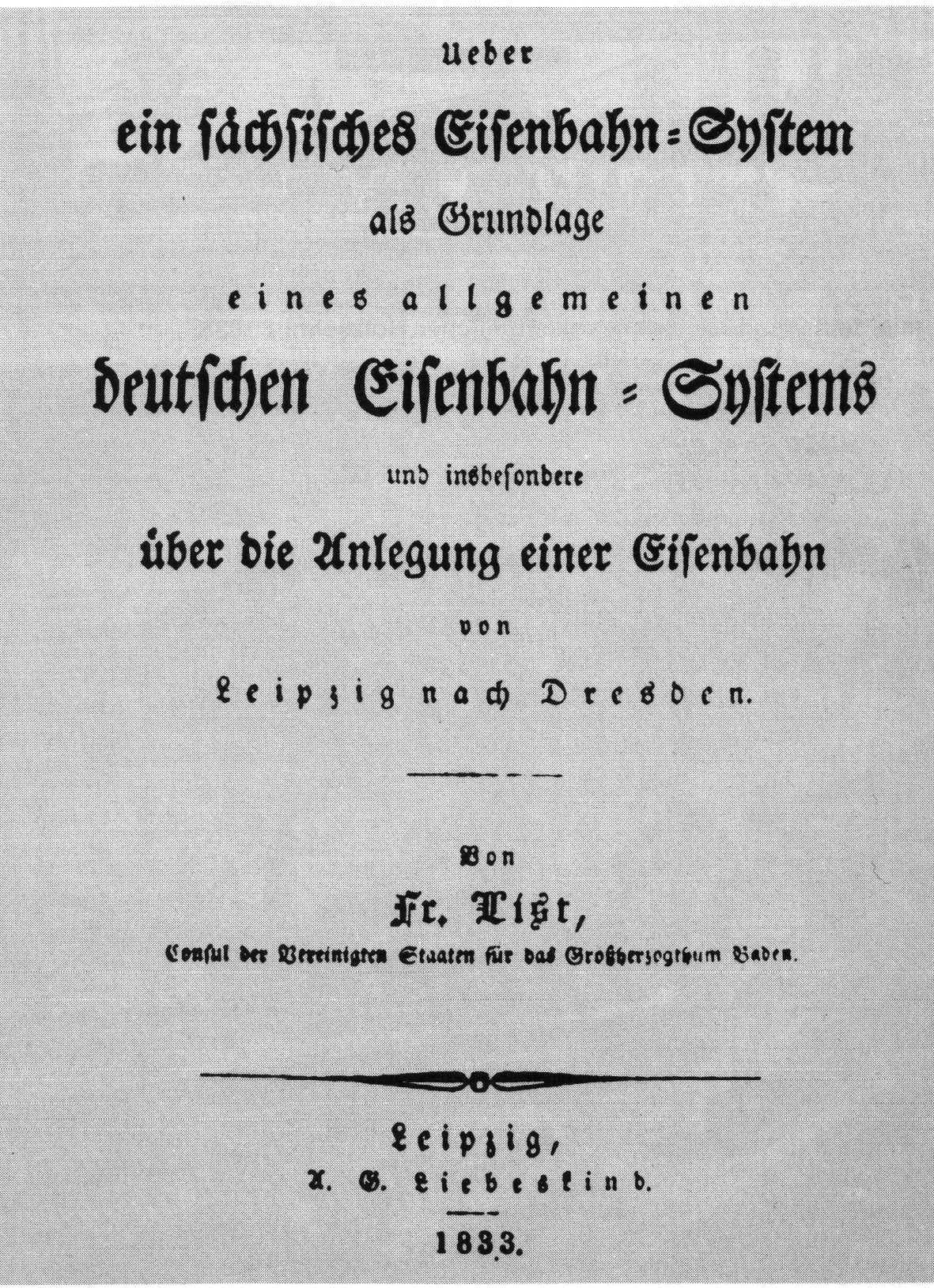
Voorpagina van Lists tijdschrift - „Over een saksisch spoorwegsysteem dat als basis kan dienen voor een algemeen Duits spoorwegnet en in het bijzonder voor de aanleg van de spoorweg van Leipzig naar Dresden“, Leipzig 1833

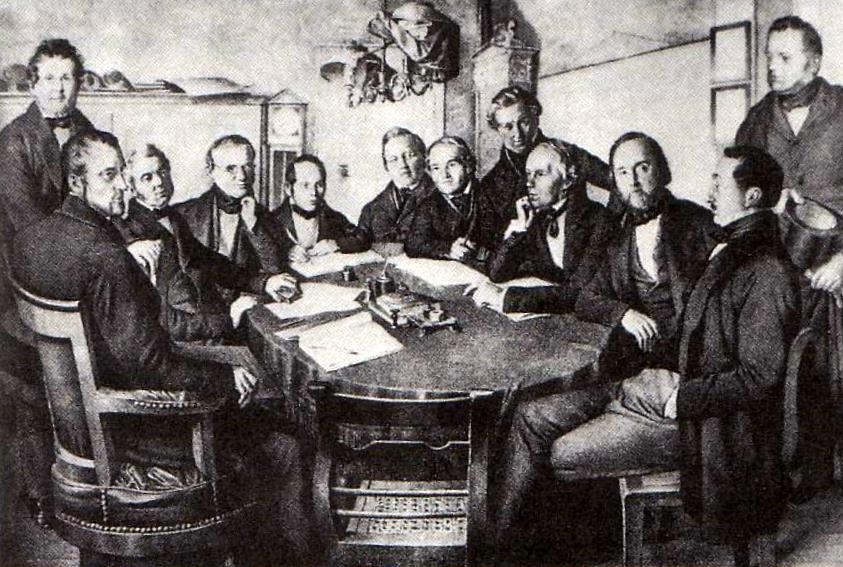
De directie van de Leipzig-Dresdner Eisenbahn-Compagnie (van links naar rechts): Busse (gevolmachtigde), Fleischer (vertegenwoordiger), Haberstadt (vertegenwoordiger), Einert (lid), Gessler (notulist), Erdmann (lid), Hirzel (lid), Lampe (vertegenwoordiger), Harkort (voorzitter), Dufour-Feronce (lid), Seyfferth (vertegenwoordiger), Preusser (vertegenwoordiger) (Afbeelding 1852)

Het idee voor een spoorweg die Leipzig moest verbinden met Strehla aan de Elbe, werd reeds voor 1830 geopperd door de Leipziger Kramermeister Carl Gottlieb Tenner. Daarna werden zijn plannen voor een nationaal Duits spoorwegnet door Friedrich List, de hoofdeconoom van Saksen, in 1833 in Leipzig bekend, waarbij Leipzig een centraal spoorwegknooppunt zou worden. Tenners idee werd nieuw leven ingeblazen. Nog in hetzelfde jaar werd een spoorweg-comité opgericht, op 20 november 1833, deze bood nog hetzelfde een petitie voor de bouw van een spoorlijn tussen Leipzig en Dresden aan bij de eerste Saksischen Landtag in Dresden.

### De oprichting van de vereniging
In 1835 werd vanuit een burgerinitiatief de Leipzig-Dresdner Eisenbahn-Compagnie opgericht door twaalf burgers uit Leipzig door onder andere Albert Dufour-Féronce (1798–1861), Gustav Harkort (1795–1865), Carl Lampe (1804–1889) en Wilhelm Theodor Seyfferth (1807–1881). Vlak na Pasen 1835 werden de aandelen van de vereniging binnen enkele uren uitgegeven en verkocht voor de prijs van 100 Thaler. Wat ervoor zorgde dat er een kapitaal van ruim 1 miljoen Thaler voor handen was voor de bouw. Op 6 mei 1835 stemde de regering ban Saksen in met de bijdrage van Thaler voor kaartjes e.d waardoor een totaal bedrag van 1,5 Miljoen Thaler beschikbaar was voor de bouw van de lijn.

## De bouw van het baanvak Leipzig–Dresden
In oktober 1835 ondertekenden de Engelse ingenieurs Sir James Walker en Hawkshaw de geprojecteerde trajecten en spraken hun voorkeur uit voor de noordelijke variant die slechts 1.808.500 Thaler zou kosten boven de Meißen variant die (1.956.000 Thaler) zou gaan kosten.
Op 16 november 1835 begon men met de onteigening voor het baanvak tussen Leipzig en de brug over de Mulde ten noorden van Wurzen.
Op 1 maart 1836 werd de eerste spadesteek gedaan voor de aanleg van dit baanvak. De projectleiding voor het gehele project was n handen van Karl Theodor Kunz de directeur van van het Saksische hoofd waterschap.
Toen verbood de gemeenteraad van de stad Strehla de bouw van de spoorlijn, hierdoor stak de lijn zeven kilometer zuidelijker in Riesa de Elbe over.
Op 7 April 1839 reed de eerste trein over de Elbebrug bij Riesa.
De ingebruikname van het traject gebeurde in meerdere stukken.

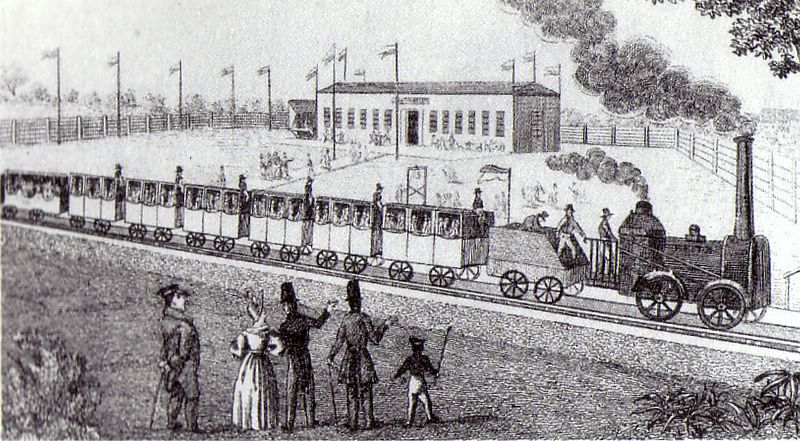
Provisorisch Stations-Restaurant bij Althen met wegrijdende „stoomlokomtief“ rond 1837

- 24 april 1837: Leipzig–Althen (10,60 km)
- 12 november 1837: Althen–Borsdorf–Gerichshain (4,32 km)
- 11 mei 1838: Gerichshain–Machern (2,93 km)
- 19 juli 1838: Weintraube–Dresden (8,18 km)
- 31 juli 1838: Machern–Wurzen (8,00 km)
- 16 september 1838: Wurzen–Dahlen (17,53 km)
- 16 september 1838: Oberau–Coswig–Weintraube (13,44 km)
- 3 november 1838: Dahlen–Oschatz (9,56 km)
- 21 november 1838: Oschatz–Riesa (13,07 km)
- 7 april 1839: Riesa–Oberau (28,45 km)

Op 7 april 1839 werd tezamen met het gereedkomen van de Elbebrug bij Riesa, werd net als deze het gehele traject ven de LDE tussen het Dresdner Bahnhof in Leipzig en Dresden geopend. De spoorlijnen volgden het Engelse model tot 1884, waarbij het verkeer links reed.

## Bouw en ingebruikname van nieuwe lijnen
Op 1 december 1860 nam de Leipzig-Dresdner Eisenbahn een aftakking in gebruik. Deze boog in Coswig (Saksen)Coswig van de hoofdspoorlijn af in de richting van Meißen. Op 14 mei 1866 nam men de zijlijn tussen Borsdorf en Grimma; op 28 oktober 1867 ook naar Leisnig, op 2 Juni 1868 naar Döbeln, op 25 oktober 1868 naar Nossen en op 22 december 1868 de tot aan Meißen verlengde spoorlijn, waarmee er nu ook een zuidelijke parallel tussen Borsdorf en Coswig voltooid was.
Nadat men op 15 juli 1873 de lijn van Nossen naar Freiberg, als zijtak van de lijn Nossen–Moldau, in aanleg ging werd deze vanaf 2 november 1875 Muldau/Sa. verlengd. Zo bereikte men op 15 August 1876 met de extensie naar Moldau de Boheemse grens.
Tussen 1851 en 1878 exploiteerde men in Leipzig ook een 5,0 km lang enkelsporig verbindingsspoor tussen de stations Leipzig-Bayerischer Bahnhof en het station van de Sächsisch-Bayerischen Eisenbahn, dat in een grote boog om de stad heen liep en uiteindelijk aan de noordkant aansloot op het Dresdner Bahnhof.
De op 14 oktober 1862 geopende Großenhainer Zweigbahn kwam op 1 juli 1869 in handen van de LDE.
Op 15 oktober 1875 opende de Leipzig-Dresdner Eisenbahn en spoorverbinding tussen Riesa en Elsterwerda, (sinds 1815 gelegen in het koninkrijk Pruisen), dat sinds 17 juli 1875 met Berlijn en Dresden verbonden was.

## Samenvoeging met de staatspoorwegmaatschappij

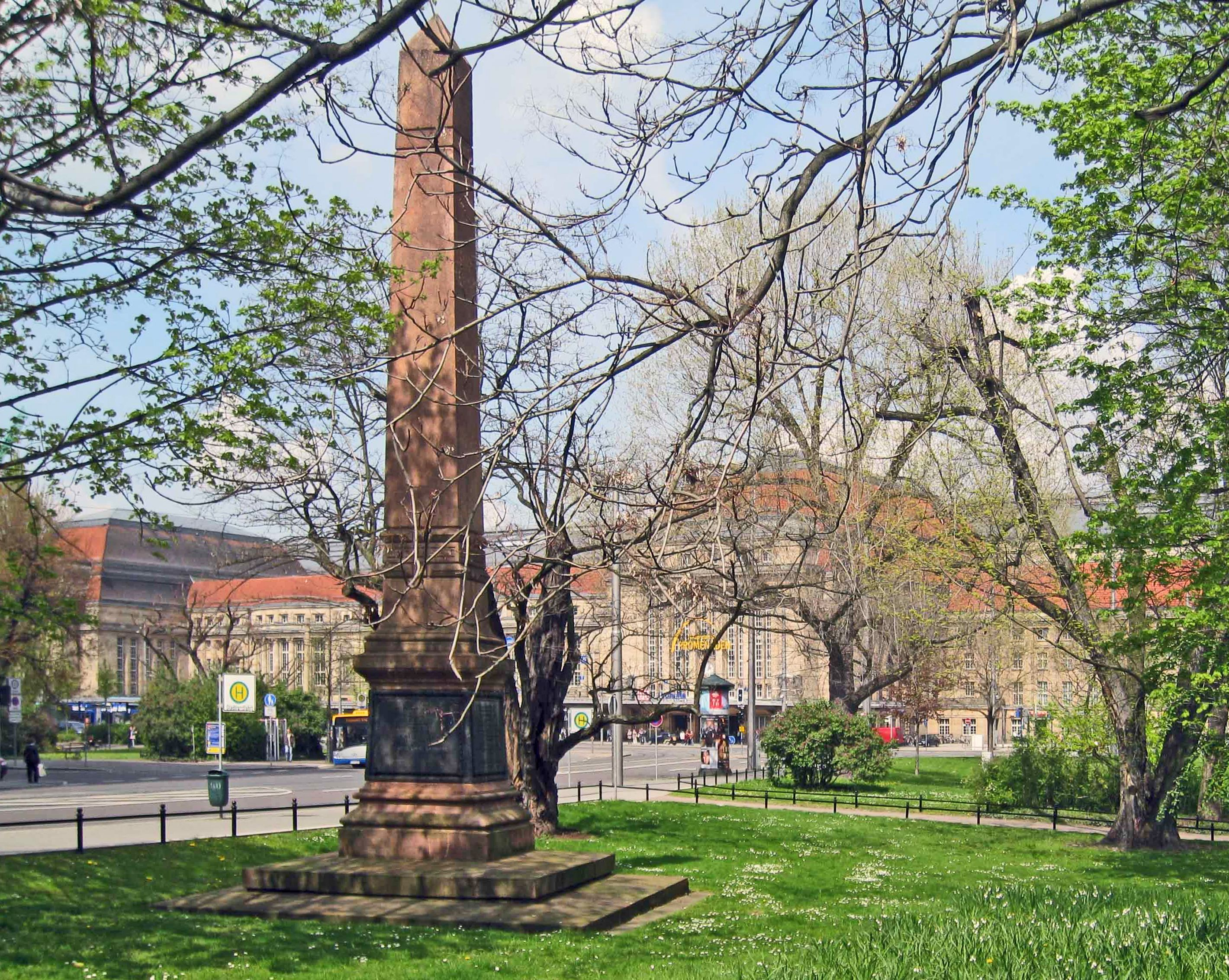
spoorweg gedenkzuil Leipzig, geplaatst in 1878

Na het instorten van de brug over de Elbe in Riesa besloot de aandeelhoudersvergadering van de LDE op 29 maart 1876 tot de verkoop van de maatschappij aan de staat Saksen. Op 1 juli 1876 ging de Leipzig-Dresdner spoorweg op in de Koninklijke Saksische Staatsspoorwegen.

## Baanvakken
- Baanvak Leipzig–Dresden (* 1839)
- Baanvak Leipzig Bayerischer Bahnhof–Leipzig Dresdner Bahnhof (1851–1878)
- Baanvak Borsdorf–Coswig (* 1860/1868)
- Baanvak Großenhain–Priestewitz (1868 Aangekocht)
- Baanvak Riesa–Elsterwerda (* 1875)
- Baanvak Nossen–Freiberg–Moldau (* 1876)

### Baanvakken welke ook beheerd werden door de LDE
- Baanvak Großenhain–Priestewitz (1862–1868)
- Baanvak Großenhain–Cottbus (1870–1874)

## Locomotieven
De Leipzig-Dresdner Eisenbahn-Compagnie (LDE) nam tussen 1837 en 1839 met de opening van meerdere deelstukken de taak van personenvervoer op zich en was daarmee de eerste Duitse langeafstands-spoorwegmaatschappij.
Na bijna 30 jaar zelfstandig te hebben gewerkt ging de LDE op 1 juni 1876 op in de Koninklijke Saksische staatsspoorwegen.
De Locomotieven van de LDE werden uitsluitend met Namen aangeduid.
| Namen LDE                       | Breedte Staatsbahn (bis 1896) | Spoornummer Staatsbahn (bis 1892) | Aantal | Bouwjaar    | Type   | Opmerkingen |
| ------------------------------- | ----------------------------- | --------------------------------- | ------ | ----------- | ------ | --- |
| COLUMBUS                        |                               |                                   | 1      | 1835        | B n2   | gebouwd door Winans (USA), sog. "Crab-Type"; 1842 voor Locomotieven PEGASUS                                            |
| COMET en FAUST                  |                               |                                   | 2      | 1835–1837   | B n2   | gebouwd door Rothwell (GB), asbreedte 1372 mm; COMET 1842 in B1 n2 omgebouwd, uit dienst in 1848                       |
| BLITZ und WINDSBRAUT            |                               |                                   | 2      | 1836–1837   | B n2   | gebouwd door Rothwell (GB), asbreedte 1524 mm; 1842 in B1 n2 omgebouwd, uit dienst genomen in 1848                     |
| RENNER bis GREIF                |                               |                                   | 5      | 1837–1839   | 1A1 n2 | gebouwd door Kirtley (GB), uit dienst genomen in 1869                                                                  |
| PETER ROTHWELL bis NORDLICHT    |                               |                                   | 6      | 1838–1840   | 1A1 n2 | gebouwd door Rothwell (GB), uit dienst genomen in 1864                                                                 |
| ROBERT STEPHENSON               |                               |                                   | 1      | 1838        | 1A1 n2 | gebouwd door Stephenson (GB), uit dienst genomen in 1858                                                               |
| EDWARD BURY bis PFEIL           |                               |                                   | 4      | 1838        | B n2   | gebouwd door Bury (GB), gebruikt tot 1854                                                                              |
| SAXONIA                         |                               |                                   | 1      | 1838        | B1 n2  | gebouwd door Übigau; assen 1840/41 omgebouwd (B n2), 1844 geannuleerd                                                  |
| PEGASUS                         |                               |                                   | 1      | 1839        | 1A1 n2 | gebouwd door der Sächs. Maschinenbau Comp. Chemnitz, na een lange testperiode in 1842 aangekocht; afgeschreven in 1862 |
| PHÖNIX                          |                               |                                   | 1      | 1840        | 1A1 n2 | gebouwd door Übigau, niet gekocht na proefritten                                                                       |
| BRÜSSEL                         |                               |                                   | 1      | 1842        | 1A1 n2 | gebouwd door Renard (B), afgevoerd in 1860                                                                             |
| DRESDEN bis RIESA               |                               |                                   | 3      | 1844–1846   | 1B n2  | gebouwd door Hawthorn (GB), uit dienst genomen in 1867                                                                 |
| WURZEN und OSCHATZ              |                               |                                   | 2      | 1847        | 1B n2  | gebouwd door Borsig, uit dienst genomen in 1868                                                                        |
| ELBE bis HAYN                   |                               |                                   | 5      | 1848–1849   | 1A1 n2 | gebouwd door Borsig, uit dienst genomen in 1868                                                                        |
| RICHARD HARTMANN bis ZWICKAU    |                               |                                   | 3      | 1849        | 1A1 n2 | gebouwd door Hartmann, uit dienst genomen in 1868                                                                      |
| COMET bis SAALE                 | B II ab 1886: B IIa           | 613–626                           | 14     | 1852–1859   | 1B n2  | locomotieven, gebouwd door Borsig                                                                                      |
| HAMBURG bis BREMEN              |                               |                                   | 4      | 1854        | 1A1 n2 | locomotieven, gebouwd door Borsig; 1873–1876 in B1 n2t en B1n2 omgebouwd                                               |
| SAXONIA bis ALTHEN              | H VIa, B VIa                  | 544–571                           | 28     | 1856–1868   | 1A1 n2 | Sneltreinlocomotieven, gebouwd door Hartmann en Borsig                                                                 |
| BORSDORF bis ZITTAU             | K III ab 1885: K II           | 584–603                           | 20     | 1866–1868   | 1B n2  | locomotieven, gebouwd door Esslingen                                                                                   |
| MOLDAU bis MULDE                | K III ab 1885: K II           | 604–612                           | 9      | 1874–1875   | 1B n2  | locomotieven, gebouwd door Esslingen                                                                                   |
| MANNHEIM bis DOLDENHORN         | K V, Sigl V, Hsch V           | 514-543                           | 30     | 1868–1876   | C n2   | Goederenlocomotieven, gebouwd door Esslingen, Sigl en Henschel                                                         |
| Nr. 3 bis Nr. 6                 | W VII T                       | 628–631                           | 4      | 1874        | B n2t  | Rangeerlocomotieven, gebouwd door Wöhlert                                                                              |
| MEISSEN bis WILHELM SEYFFERTH   | Hsch VI                       | 572–583                           | 12     | 1875–1876   | 1B n2  | Schnellzuglokomotiven, gebouwd door Henschel                                                                           |
| GROSSENHAIN I en GROSSENHAIN II | St II T                       | 635–636                           | 2      | 1844        | 1B n2t | 1869 van de Zweigeisenbahngesellschaft zu Großenhain overgenomen                                                       |
| Nr. 7 bis Nr. 9                 | B IIa T                       | 632–634                           | (3)    | (1873–1875) | B1 n2t | omgebouwd van 1A1-Locomotiven van Borsig, Bouwjaar 1854                                                                |
| BREMEN                          | B II                          | 627                               | (1)    | (1875)      | B1 n2t | omgebouwd van 1A1-Locomotiven van Borsig, Bouwjaar 1854                                                                |